# Бутырки (Приморский район)
Бутырки — деревня в Приморском районе Архангельской области. Входит в состав Лисестровского сельского поселения (муниципальное образование «Лисестровское»).

## Географическое положение
Деревня примыкает на северо-востоке к границе городского округа «Город Архангельск» и располагается между федеральной автомобильной дорогой М8 «Холмогоры» на юго-западе и путями Северной железной дороги — на северо-востоке. Другой ближайший населённый пункт Лисестровского сельского поселения, деревня Волохница, расположен в полукилометре к юго-востоку.

## Население
Численность населения деревни, по данным Всероссийской переписи населения 2010 года, составляла 4 человека. 
| Население                            | на 1 января 2010 года |
| ------------------------------------ | --------------------- |
| В возрасте до 16 лет                 | 1                     |
| Трудовые ресурсы (из них работающих) | 2 (2)                 |
| Пенсионеры                           | 2                     |
| Всего                                | 5                     |
| Прибыло / выбыло (за год)            | 1 / 0                 |
| Родилось / умерло (за год)           | 0 / 0                 |

## Инфраструктура
Жилищный фонд деревни составляет 0,7 тыс. м². Объекты социальной сферы и стационарного торгового обслуживания населения на территории населённого пункта отсутствуют.